# Shea Holbrook

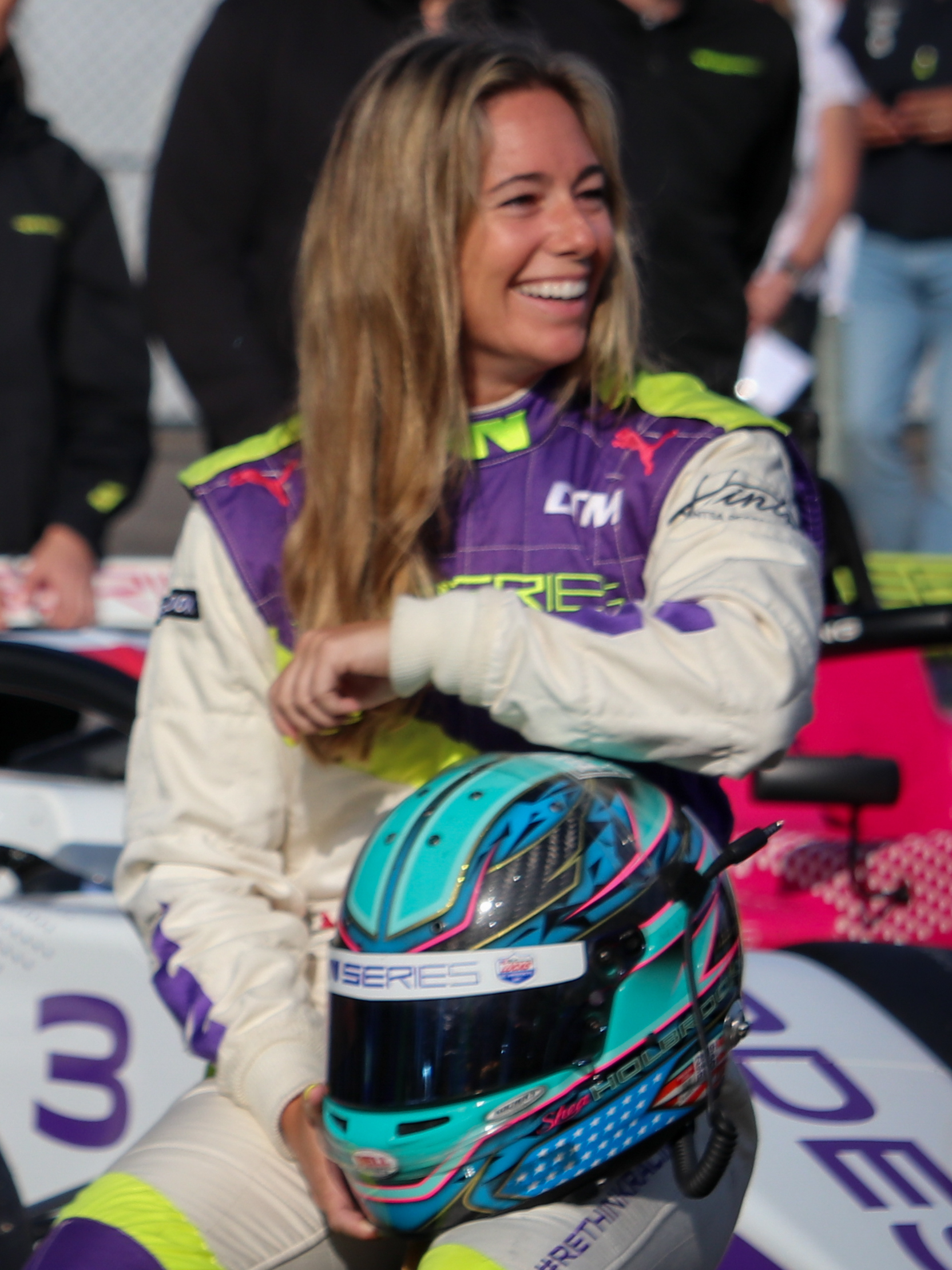
Shea Holbrook (2019)

Shea Holbrook (Jacksonville, Florida, 10 april 1990) is een Amerikaans autocoureur.

## Carrière
Holbrook begon haar carrière als waterskiester, maar in 2007 stapte zij over naar de autosport nadat zij geïnteresseerd raakte in de sport na het bijwonen van de Richard Petty Driving Experience op de Walt Disney World Speedway. In 2008 kwam zij uit in de Teen Mazda Challenge aan de oostkust van de Verenigde Staten, waarin zij als vijfde eindigde. Pas in 2010 begon zij als professioneel autocoureur en nam zij deel aan de Touring Car-klasse van de SCCA Pro Racing World Challenge.
In 2011 stapte Holbrook over naar de TC-klasse van de Pirelli World Challenge en werd zij op het Stratencircuit Long Beach de eerste vrouwelijke coureur die een Amerikaanse toerwagenrace won. Zij bleef tot 2017 actief in de klasse, rijdend voor haar eigen team Shea Racing. Zij beleefde haar meest succesvolle seizoen in de klasse in 2014, toen zij in de nieuwe TCA-klasse vijf races won en achter Jason Wolfe tweede in het kampioenschap werd. Hierna won zij alleen in 2017 nog een enkele race in het kampioenschap.
In 2017 reed Holbrook in een aantal races van de Am-klasse van Noord-Amerikaanse Lamborghini Super Trofeo, waarin zij driemaal vierde werd en op de zesde plaats in het klassement eindigde. In 2018 reed zij in de wereldfinale van de Super Trofeo op het Autodromo Vallelunga en eindigde de twee races als zevende en vijfde. Op 16 september van dat jaar reed zij ook op de Bonneville-zoutvlakte in een dragster als gangmaker voor wielrenster Denise Mueller-Korenek, die zo met 296 km/h een wereldsnelheidsrecord neerzette als de snelste wielrenner met gangmaker.
In 2019 werd Holbrook geselecteerd als een van de achttien coureurs in het eerste seizoen van de W Series, een kampioenschap waar enkel vrouwen aan deelnemen.